# INTA-300

Um foguete INTA-300.

INTA-300, foi um foguete de sondagem de origem espanhola. Esse foguete foi desenvolvido ao final da década de 60, pela empresa inglesa British Aerojet, sob contrato, para o INTA.

## Características
O INTA-300, era um foguete de dois estágios, sendo: um motor Aneto no primeiro e um motor Teide no segundo, 
ambos movidos a combustível sólido, havia mais quatro pequenos motores de estabilização na ponta das aletas. Esse modelo tinha as seguintes 
características:
- Altura: 7,27 m
- Diâmetro: 26 cm
- Massa total: 503 kg
- Carga útil: 50 kg
- Apogeu: 250 km
- Estreia: 9 de outubro de 1974
- Último: 18 de fevereiro de 1981
- Lançamentos: 4